# Рипуарски франки
Рипуарските франки или Рейнските франки (Rheinfranken, Kölner Franken, Ripuarische Franken, Ripuarier, Ripuaren; Ripuari, от лат.: ripa ‚бряг‘) са една от трите групи франки и са живели на среден Рейн, от Кьолн през Франкфурт на Майн и Майнц до Вормс и Шпайер. Те съставят през 7 век своя закон Lex Ripuaria (Рипуарската правда).
Салическите франките населявали Делтата на Рейн, а Мозелските франки са живели на горен Рейн и на Мозел. Те се разделят през 420 г. от Рипуарските (Рейнските) франки и тръгват през Рейн на Запад.
Франките се споменават за пръв път през 3 век и се издигат през периода между Късна античност и Ранно средновековие като най-могъщо германско племе в Западна- и Средна Европа. Всички германски племена, които се сливат в племенния конгломерат на франките са сугамбри, уби, бруктери, ампсивари, хати и хамави.
В източниците за късния 4 век се назовават Маркомер, Суно и Рикомер. По времето на смъртта на Йовин 413 г. управлявал един Теодомер. Следните херцози и малки крале на Рипуарските франки или Рейнските франки са известни с тяхното време на управление:
- Сигиберт от Кьолн, der Lahme, крал до 509
- Хлодерих Бащоубиеца 509.

- 461 г. Рипуарските франки стават независими от Рим
- 509 г. Хлодвиг I, един салически франк, завладява Рипуарското кралство и управлява в Персоналунион до смъртта си през 511 г.
- След това неговият син Теодорих I наследява тази част на кралството, избира обаче за столица Реймс вместо Кьолн.